# Robert Raymond Reid
Pour les articles homonymes, voir Robert Reid et Reid.
Robert Raymond Reid (8 septembre 1789 - 1er juillet 1841) est un juriste et homme politique américain qui est représentant de Géorgie au Congrès des États-Unis à Washington, puis gouverneur du Territoire de Floride.

## Biographie

### Jeunesse et études
Robert Reid est né en 1789 dans la paroisse du Prince William dans le district de Beaufort en Caroline du Sud. Il étudie au South Carolina College, qui deviendra l'Université de Caroline du Sud, puis part étudier le droit à Augusta en Géorgie. Il est admis au barreau en 1810 et ouvre un cabinet à Augusta. Il est élu juge à la cour supérieure de Géorgie en 1816, poste qu'il occupera jusqu'à son élection à la Chambre des représentants des États-Unis en 1819.

### Carrière politique et judiciaire
Il est élu en tant que démocrate à la Chambre des représentants en 1819, où il siège jusqu'en 1823. Il devient alors juge à la middle circuit court de Géorgie, jusqu'en 1825, juge à la cour de la ville d'Augusta, jusqu'en 1832 où il est nommé juge fédéral du district de Floride orientale par le président Andrew Jackson. 
Le président Martin Van Buren le nomme en 1839, gouverneur du Territoire de Floride succédant à Richard K. Call, poste qu'il occupe jusqu'à sa mort en 1841. Robert Reid préside la convention chargée de l'élaboration de la Constitution du futur État de Floride. Il est également un acteur important lors de la seconde guerre séminole qui a éclaté avant sa nomination au poste de gouverneur. Robert Reid meurt, de fièvre jaune, pendant son mandat, le 1er juillet 1841.
Il est enterré dans le cimetière de Blackwood à Tallahassee.

## Sources
- « Reid, ROBERT RAYMOND » dans Francis S Drake, Dictionary of American biography including men of the time... Boston : Houghton; Osgood, 1879. (OCLC 4926825)
- « REID, Robert Raymond, (1789 - 1841) » dans Biographical Directory of the United States Congress, Congrès des États-Unis.
- « Robert Raymond Reid (1789–1841) » dans Florida Governors' Portraits, Florida: Office of Cultural & Historical Programs.